# Gabby Williams
Gabrielle Lisa Williams, detta Gabby (Sparks, 9 settembre 1996), è una cestista statunitense naturalizzata francese.

## Carriera
È stata selezionata dalle Chicago Sky al primo giro del Draft WNBA 2018 (4ª scelta assoluta).
Con la Francia ha disputato i Giochi olimpici di Tokyo 2020, i Campionati mondiali del 2022 e i Campionati europei del 2021.

## Statistiche

### College
| Anno       | Squadra       | PG  | PT | MP   | TC%  | 3P%  | TL%  | RP  | AP  | PRP | SP  | PP   |
| ---------- | ------------- | --- | -- | ---- | ---- | ---- | ---- | --- | --- | --- | --- | ---- |
| 2014-2015† | UConn Huskies | 38  | 0  | 15,6 | 63,7 | 0,0  | 46,2 | 5,7 | 1,3 | 1,2 | 0,4 | 8,3  |
| 2015-2016† | UConn Huskies | 38  | 12 | 18,6 | 63,6 | -    | 75,0 | 5,6 | 1,3 | 1,9 | 0,3 | 8,8  |
| 2016-2017  | UConn Huskies | 37  | 37 | 29,3 | 58,1 | 16,7 | 72,2 | 8,4 | 5,1 | 2,7 | 1,4 | 14,3 |
| 2017-2018  | UConn Huskies | 36  | 36 | 26,8 | 60,5 | 0,0  | 72,5 | 7,4 | 5,3 | 2,4 | 0,7 | 11,2 |
| Carriera   | Carriera      | 149 | 85 | 22,5 | 61,0 | 8,3  | 65,8 | 6,8 | 3,2 | 2,0 | 0,7 | 10,6 |

### WNBA

#### Regular Season
| Anno     | Squadra       | PG  | PT | MP   | TC%  | 3P%  | TL%  | RP  | AP  | PRP | SP  | PP   |
| -------- | ------------- | --- | -- | ---- | ---- | ---- | ---- | --- | --- | --- | --- | ---- |
| 2018     | Chicago Sky   | 34  | 30 | 23,0 | 43,2 | 26,9 | 78,3 | 4,3 | 1,6 | 1,6 | 0,2 | 7,3  |
| 2019     | Chicago Sky   | 33  | 2  | 16,0 | 41,4 | 17,1 | 72,5 | 2,2 | 2,1 | 0,7 | 0,2 | 5,6  |
| 2020     | Chicago Sky   | 22  | 4  | 24,8 | 42,4 | 28,6 | 64,0 | 4,0 | 2,0 | 1,3 | 0,2 | 7,7  |
| 2022     | Seattle Storm | 36  | 36 | 25,6 | 44,4 | 25,7 | 77,8 | 5,0 | 3,1 | 1,5 | 0,4 | 7,5  |
| 2023     | Seattle Storm | 10  | 8  | 28,5 | 36,2 | 21,7 | 84,6 | 3,6 | 3,8 | 1,5 | 0,4 | 8,4  |
| 2024     | Seattle Storm | 12  | 11 | 29,3 | 48,1 | 32,3 | 73,7 | 4,0 | 3,7 | 1,7 | 0,3 | 10,3 |
| Carriera | Carriera      | 147 | 91 | 24,4 | 43,0 | 27,2 | 76,9 | 3,8 | 2,5 | 1,3 | 0,3 | 7,8  |

#### Playoffs
| Anno     | Squadra       | PG | PT | MP   | TC%  | 3P%  | TL%  | RP  | AP  | PRP | SP  | PP   |
| -------- | ------------- | -- | -- | ---- | ---- | ---- | ---- | --- | --- | --- | --- | ---- |
| 2019     | Chicago Sky   | 2  | 0  | 9,5  | 25,0 | 0,0  | 100  | 0,5 | 3,0 | 1,0 | 0,0 | 3,0  |
| 2020     | Chicago Sky   | 1  | 0  | 32,0 | 42,9 | 40,0 | 100  | 5,0 | 2,0 | 2,0 | 0,0 | 16,0 |
| 2022     | Seattle Storm | 4  | 4  | 25,3 | 66,7 | 33,3 | 85,7 | 4,0 | 2,8 | 1,5 | 0,3 | 10,0 |
| 2024     | Seattle Storm | 2  | 2  | 37,0 | 45,2 | 33,3 | 100  | 6,5 | 2,5 | 0,5 | 0,5 | 17,0 |
| Carriera | Carriera      | 9  | 6  | 25,1 | 49,4 | 33,3 | 92,9 | 3,9 | 2,7 | 1,2 | 0,2 | 10,7 |

## Palmarès
- 2 volte campionessa NCAA (2015, 2016)
- WNBA All-Defensive Second Team (2022)